# Diecezja De Aar
Diecezja De Aar – diecezja Kościoła rzymskokatolickiego w środkowej części Republiki Południowej Afryki, w metropolii kapsztadzkiej. Powstała w 1953 jako prefektura apostolska, w wyniku wyłączenia części terytorium z diecezji Aliwal. W 1967 została podniesiona do rangi diecezji. 
Wszyscy dotychczasowi biskupi ordynariusze diecezji (pomijając okres prefektury apostolskiej) byli członkami zakonu sercan. Od 2009 funkcję tę sprawuje pochodzący z Polski misjonarz Adam Musiałek SCJ. 